# Pontus T. Pagler
Pontus T. Pagler, folkbokförd Karl Pontus Emanuel Törnqvist Pagler, tidigare Törnqvist Lovén, född 4 juli 1987, är en svensk skådespelare. Han har spelat med Ystad Stadsteater och medverkat i TV-serier som Molanders, Min hemlighet och Bron.
Han är uppvuxen i Fjärlöv utanför Hässleholm men bor numera i Stockholm och är gift med skådespelaren Lisette Pagler.
Han är son till skådespelerskan Birgitta Lowén (född 1956).

## Filmografi
- 2013 – Molanders (TV-serie)
- 2015 – Min hemlighet (TV-serie)
- 2018 – Bron (TV-serie)
- 2024 – Beck – Dödläge

## Fotnoter
1. 1 2  ”Från Fjärlöv till fjärde Bron”. Skånska Dagbladet. 6 december 2017. Arkiverad från originalet den 9 januari 2018. https://web.archive.org/web/20180109063904/http://www.skd.se/2017/12/06/fran-fjarlov-till-fjarde-bron/. Läst 8 januari 2018.